# Marian Czura
Marian Manfred Theodor Czura (* 1949) ist ein polnisch-deutscher Filmemacher, Regisseur, Drehbuchautor, Kameramann und  Maler. Er lebt in Darmstadt.

## Biografie
Marian Czura wurde im oberschlesischen Groszowice bei Oppeln geboren. Dort studierte er anschließend Psychologie, Philosophie und Theologie in Neiße, Oppeln und Warschau.
Nach der Ausreise aus der Volksrepublik Polen folgte das Studium der Malerei am Frankfurter Städel und der Kunsthochschule Amsterdam. Parallel begann er sich intensiver für die Filmkunst zu interessieren und drehte seine ersten Filme. Er war Initiator und Mitbegründer der Frankfurter Filmwerkstatt.
Seit 1980 arbeitete er bis zu ihrem Auseinanderbrechen mit der Westallgäuer Filmproduktion (WAF) zusammen, dabei insbesondere mit Leo Hiemer. Mit diesem verbindet ihn bis heute eine produktive künstlerische Zusammenarbeit. Besonders erwähnenswert sind:
- der Regionalfilm Daheim sterben die Leut’, 1985, der sich kritisch-satirisch mit dem bäuerlichen Milieu des Allgäu auseinandersetzt.
- Schön war die Zeit, 1988, über die nationalsozialistische Filmpolitik und den Kinobetrieb in den sich anschließenden 50er Jahren, unter anderem mit Ottfried Fischer und der Polin Ewa Błaszczyk.
- Leni … muß fort, 1996, ein mit Preisen überhäuftes, herzergreifendes Drama, das (wahre) Schicksal eines jüdischen Mädchens, das von seiner Mutter bei einem hochbetagten Ehepaar auf einem Allgäuer Bauernhof untergebracht und von dort aus nach Auschwitz deportiert wurde.
- Komm, wir träumen!, 2004, über die schwierige Liebe zwischen einem Zivildienstleistenden und einem jungen Mädchen in einer Behindertenwerkstatt, nach dem Roman „Ulrike“ von Volker Jehle.

### Dokumentarfilme
In Beutekameraden (2002–2003) beschäftigte er sich mit dem Schicksal polnischer Soldaten in der Wehrmacht. Er tanzte das Leben (2003) porträtiert in einfühlsamer und verständnisvoller Weise das Leben des Flamencotänzers und Widerstandskämpfers Sylvin Rubinstein. Der Filmemacher beschrieb die Arbeit an diesem Werk als seinen „schwierigste[n] Film, weil er so tiefe Blicke in die menschliche Seele verlangte“.
In den Jahren 2006–2007 entstand die Kinodokumentation Klang der Seele über vier junge Komponisten, die am 18. November 2007 in Darmstadt Premiere feierte. Prof. Klaus Trapp schrieb im Darmstädter Echo: „Der mit großem Beifall aufgenommene Film hätte es verdient, auch an anderen Orten gezeigt zu werden.“ Im Zusammenhang mit dem erst im Juli 2009 bundesweit in die Kinos kommenden Film kam es zu Distanzierungserklärungen von Seiten zweier Beteiligter sowie zu gemischter Kritik von Seiten der Medien, da der nun bundesweite Filmstart ohne nochmaliges Einholen eines Einverständnisses von Eisenach und Bornheimer erfolgte. Es gab aber auch positives Presseecho.

### Lehrtätigkeit
Von 1979 bis 1982 war Czura Dozent an der Deutschen Film- und Fernsehakademie Berlin (dffb). Er leitet Filmseminare an der Hochschule für Gestaltung Offenbach am Main (1998–2002) und IFFMA München (2005-).

## Filmografie (Auswahl)

### Spielfilme
- Als ging' Euch das nichts an, Regie, Kamera
- Stone Coming, Kurzspielfilm von Norman Brook (Kanada), Kamera
- Marianne findet ihr Glück (90') von Hanna-Laura Klaar, Kamera
- Krautsand (90') von Tillmann Scholl, Co-Autor, Kamera
- Land der Räuber und Gendarmen (96'), Kleines Fernsehspiel von Klaus Gietinger und Leo Hiemer, Kamera
- Flußgeschichten von Arendt Agthe, Kamera
- Kassensturz (95') von Rolf Silber, Kamera
- Schwestern (92'), Kleines Fernsehspiel von Klaus Gietinger, Kamera
- Daheim sterben die Leut’ (98') von Klaus Gietinger und Leo Hiemer, Drehbuch-Mitarbeit, Kamera, Schnitt
- Die Enkel von Annaberg (75'), Große Dokumentation mit Spielfilmszenen von Klaus Gietinger, Idee, Co-Autor, Regie-Mitarbeit, Kamera, Schnitt
- Schön war die Zeit (106') von Klaus Gietinger und Leo Hiemer, 1988, Drehbuch-Mitarbeit, Kamera
- Aprikosen im Korb (100') von Takis Touliatos, 1992, Kamera
- 1996: Leni muss fort (Kamera)
- 2004: Komm, wir träumen! (Kamera)

### Fernseh-, Kurz- und Dokumentarfilme
- Experimentalfilme mit dem Ensemble 70 für neue Musik, zu Kompositionen von Volker David Kirchner, Maurizio Kagel, Roman Haubenstock-Ramati, Autor, Kamera
- Fang de Terrissa (35'), Film-Essay von Joan Mallarach (Spanien), Kamera, Art-Director
- Manolis Drossos (105'), Spieldokumentation von Reno Winter, Kamera
- 7 Dokumentarfilme in Tansania, Kenia, Papua-Neuguinea und Australien von Gerhard Wahl, Co-Autor, Kamera, Schnitt
- Beutekameraden (2003), Dokumentarfilm (60'), Regie, Autor, Schnitt
- Er tanzte das Leben (2003), Dokumentarfilm (90'), Regie, Kamera
- Klang der Seele (2008), Dokumentarfilm (95')
- Hirnbein. Auf den Spuren des Allgäu-Pioniers, DoP, im Auftrag des Bayerischen Rundfunks, 44 Min., Leo Hiemer Filmproduktion.

## Auszeichnungen
Filme, an denen Marian Czura mitgearbeitet hat, erhielten u. a. folgende Preise und Prädikate:
- 1985: Daheim sterben die Leut’ (Drehbuch-Mitarbeit, Kamera, Schnitt), Goldenes Einhorn der Alpinale, Bludenz/Österreich, nominiert zum  Deutschen Filmpreis ; Prädikat Wertvoll
- 1988: Schön war die Zeit (Drehbuch-Mitarbeit, Kamera), Spezialpreis der Jury Filmfestival in Gijón/Spanien, Prädikat Wertvoll
- 1992: Aprikosen im Korb (Kamera) Greek National Award in Thessaloniki (Best Film, Best Script)
- 1997: Leni muss fort  (Kamera), diverse deutsche und internationale Preise, u. a. Prädikat Besonders Wertvoll